# Розлука навесні
«Розлука навесні» (англ. Absent in the Spring) - романтичний роман англійської письменниці Агати Крісті, написаний під псевдонімом Мері Вестмакотт. Вперше опублікований у Великій Британії видавництвом William Collins & Sons у серпні 1944 року, і у США видавництвом «Farrar & Rinehart» пізніше у цьому ж році.

## Історія
Глянцевий любовний роман підписано таємничим ім'ям Мері Вестмакотт. Він викликав жваві дискусії. В цьому романі зображені яскраві сторони людської природи, її тонкі емоційні ставки, драми, яка передували відносинам. 
Це один з шести великих романів, який Агати Крісті написала під назвою Мері Вестмакотт. Він написаний в найкращих традиціях англійської прози такого роду. 

## Сюжет
Повертаючись додому після відвідування дочки в Іраку, Джоан раптом виявляє, що вона відчуває себе самотньою і тісно у віддаленому будинку. Ця раптова самотність змушує Джоан, намалювати лінію, і в перший раз у житті стикнутися з правдою про себе. Повертаючись до думки про минулі роки, Джоан, згадує болючий досвід. Вивчення подій, які вже сталися, відносини з людьми і процесами, і вона почуває себе зовсім смутно...